# Park Hills (Missouri)
Park Hills is een plaats (city) in de Amerikaanse staat Missouri, en valt bestuurlijk gezien onder St. Francois County.

## Demografie
Bij de volkstelling in 2000 werd het aantal inwoners vastgesteld op 7861.
In 2006 is het aantal inwoners door het United States Census Bureau geschat op 8640, een stijging van 779 (9,9%).

## Geografie
Volgens het United States Census Bureau beslaat de plaats een oppervlakte van
52,2 km², waarvan 51,9 km² land en 0,3 km² water.

## Plaatsen in de nabije omgeving
De onderstaande figuur toont nabijgelegen plaatsen in een straal van 12 km rond Park Hills.